# Платт (округ, Небраска)
Шаблон:StateAbbr_ 41°34′ пн. ш. 97°32′ зх. д. / 41.57° пн. ш. 97.53° зх. д.
Округ Платт (англ. Platte County) — округ (графство) у штаті Небраска, США. Ідентифікатор округу 31141.

## Історія
Округ утворений 1855 року.

## Демографія
За даними перепису 
2000 року 
загальне населення округу становило 31662 осіб, зокрема міського населення було 21018, а сільського — 10644.
Серед мешканців округу чоловіків було 15700, а жінок — 15962. В окрузі було 12076 домогосподарств, 8461 родин, які мешкали в 12916 будинках.
Середній розмір родини становив 3,14.
Віковий розподіл населення поданий у таблиці:
| Стать    | До 15 років | 15-21 | 22-29 | 30-39 | 40-49 | 50-65 | 65-85 | Понад 85 |
| -------- | ----------- | ----- | ----- | ----- | ----- | ----- | ----- | -------- |
| Чоловіки | 3808        | 1719  | 1422  | 2207  | 2509  | 2204  | 1652  | 179      |
| Жінки    | 3651        | 1639  | 1313  | 2128  | 2412  | 2271  | 2140  | 408      |

## Суміжні округи
- Медісон — північ
- Стентон — північний схід
- Колфакс — схід
- Батлер — південний схід
- Полк — південь
- Меррік — південь
- Ненс — південний захід
- Бун — захід

## Виноски
1. ↑  US Decennial Census. US Census Bureau. Процитовано 11 грудня 2014.
2. ↑  Historical Census Browser. University of Virginia Library. Архів оригіналу за 30 травня 2019. Процитовано 11 грудня 2014.
3. ↑  Population of Counties by Decennial Census: 1900 to 1990. US Census Bureau. Процитовано 11 грудня 2014.
4. ↑  Census 2000 PHC-T-4. Ranking Tables for Counties: 1990 and 2000 (PDF). US Census Bureau. Процитовано 11 грудня 2014.
5. ↑  State & County QuickFacts. US Census Bureau. Архів оригіналу за 7 червня 2011. Процитовано 21 вересня 2013.(англ.) Наведено за англійською вікіпедією.
6. ↑  American FactFinder. Бюро перепису населення США. Архів оригіналу за 26 лютого 2012. Процитовано 31 січня 2008.

| США | Це незавершена стаття з географії США. Ви можете допомогти проєкту, виправивши або дописавши її. |